# Wu Yi
För Shangdynastins kung, se Shang Wu Yi.
Wu Yi, född i november 1938 i Wuhan, Hubei, Kina, är en kinesisk politiker (kommunist). Wu Yi var minister för utlandshandel och ekonomiskt samarbete 1993-1998, hälsominister 2003-2005, av fyra vice premiärministrar i Folkrepubliken Kinas statsråd mellan 2003 och 2008, och första vice premiärminister 2007-2008. Hon ansågs vara den kinesiska regerings hårdaste förhandlare och var som sådan känd som "Järnladyn". 